# جو ارين
جو ارين (بالإنجليزية: Joe Warren)‏ (20 أكتوبر 1974 بمنيابولس في الولايات المتحدة - ) هو لاعب كرة قدم أمريكي في مركز حراسة المرمى. لعب مع Minnesota Thunder ‏ وMinnesota United FC (2010–2016) ‏.

## وصلات خارجية
- جو ارين على موقع قاعدة بيانات كرة القدم.إي يو (الإنجليزية)